# أربعاء تاوريرت
أربعاء تاوريرت  (بالإنجليزية: ARBAA TAOURIRT) هي جماعة قروية تابعة لإقليم الحسيمة ضمن جهة طنجة تطوان الحسيمة بالمغرب. بلغ مجموع عدد سكان أربعاء تاوريرت  حسب إحصاءات 2004 حوالي 7272 نسمة يعيشون في 1156 أسرة.

## إحصاء عام
| السنة | عدد السكان | عدد الأسر | عدد الأجانب |
| ----- | ---------- | --------- | ----------- |
| 1994  | 8110       | 1279      | °°°°        |
| 2004  | 7272       | 1156      | 0           |